# 陶顿战役
53°50′10″N 01°16′25″W / 53.83611°N 1.27361°W
陶頓戰役爆發於1461年3月29日(棕枝主日)，在約克郡的陶頓附近，為薔薇戰爭中以至英格蘭史上最大規模及傷亡最慘重的戰役。根據編年史家的說法，該戰役中雙方投入近50,000名兵士於暴風雪中戰鬥了數小時。一份於一星期後散播的新聞消息報導超過28,000人於戰役中喪生。該戰役中，由當時為約克公爵的愛德華四世率領的約克家族獲得勝利，並順利剷弭蘭開斯特家族主要武力，改變了英格蘭的君主—愛德華四世取代亨利六世成為國王，並將蘭開斯特家族及主要支持者逐出英格蘭。
當代記述形容亨利六世愛好和平並且信仰虔誠，並不適合如薔薇戰爭這般暴力的王朝內戰。他有間歇性的精神錯亂，又有着與生俱來的的仁慈心，這令他的妻子安茹的玛格丽特必須承擔王國的控制權，而這最終導致他的垮臺。他管治上的無能誘使貴族們意圖去操縱他，最後情況惡化至引發他家族的支持者與第三代約克公爵理查·金雀花支持者的內戰。約克家族派在1460年抓到亨利後，英格蘭議會通過調解法案容許約克公爵與其繼承者在未來繼承亨利為王。亨利的妻子玛格丽特拒絕接受自己兒子的繼承權被奪取，於是與蘭開斯特家族的反抗者們建立起一隻軍隊與理查對抗。理查於韦克菲尔德战役被殺，他的頭銜及王位繼承權給了他最大的兒子愛德華。早前猶豫應否支持理查繼位的貴族認為蘭開斯特家族違背了早前通過的法案，因此愛德華得到足夠的支持廢除亨利並自立為王。陶頓戰役是一場以武力確立愛德華對英格蘭的統治權的戰役。
戰役中，約克派在到達戰場時發現自己的兵力寡不敵眾，他們於諾福克公爵指揮下的部分兵力仍未到達戰場。約克派首領威廉命令弓兵利用強風造成的射程優勢來扭轉形勢。一輪弓兵互射後，蘭開斯特軍的箭矢無法射進約克軍的行列，刺激蘭開斯特的部隊放棄防禦據點。接踵而至的肉搏戰持續了數小時，令戰士筋疲力盡。諾福克下屬部隊的到來令約克軍再度振作，並在愛德華的鼓勵下擊潰敵人。許多蘭開斯特派的部隊在逃跑時被殺，其他人死於互相踐踏或溺斃在河中，傳說這導致河流被血染紅長達數日。一些人則是被俘虜後遭到處決。
蘭卡斯特家族的勢力在此戰後被大幅削弱。亨利逃離英國而他許多最強大支持者在此戰後被殺或流亡。這使得愛德華能不受干擾的統治英格蘭九年直到亨利短暫的復辟。後人對此戰的認識來自莎士比亞對亨利一生的改寫—亨利六世第三部的第二幕第五景。在1929年，陶頓十字被豎立在戰場原址上來紀念此事。在戰役發生數百年後，人們在戰場附近陸續發現了與這場戰役有關的考古遺址及萬人坑。

## 背景
1461年，英格蘭正處於玫瑰戰爭的第六年，此戰爭是約克家族與蘭開斯特王朝因爭奪英格蘭王位而爆發一連串的內戰。蘭開斯特派支持當時英王亨利六世的統治，但他優柔寡斷，精神病又偶爾發作。  約克家族的領袖一開始是約克公爵理查。理查不滿國王讓他偏愛的一小部分貴族掌握主導權，尤其是國王近親的蒲福家族。在兩個家族重要支持者之間的競爭下，約克派意圖取代蘭開斯特派寵臣的行動演變成全面的衝突。  當在1460年的北安普顿戰役俘虜亨利六世後，有王室血脈的公爵宣佈封王。當時連貴族中約克公爵的親密支持者也不情願去篡奪已確立的亨利六世，因此貴族們投票以多數通過調解法案，規定公爵和他的繼承人在亨利死後可以繼位。
英格蘭王后安茹的玛格丽特拒絕接受這個讓她兒子（威斯敏斯特的爱德华）失去與生俱來權利的安排。當約克軍在北安普顿戰役戰勝後，她逃往蘇格蘭並組織了一隻軍隊，向她的支持者保證可以在向南攻打英格蘭時沿途掠奪。她的蘭開斯特家族支持者們也在英格蘭北部聚集以準備她的抵達。約克公爵和他的軍隊一同進軍去對抗這威脅，但他被引誘進在韋克菲爾德的陷阱後被殺害。理查和他第二個兒子魯特蘭伯爵埃德蒙被蘭開斯特派斬首後，頭顱被尖鐵刺穿懸掛在約克城的Micklegate城門塔樓上。  約克家族的領導者隨即由公爵的繼承人愛德華接任。

約克軍(白)及蘭開斯特軍(紅)向陶顿移動。

瑪格麗特麾下的軍隊在與韋克菲爾德戰役的勝利者合流後開始向進軍，同時沿路掠奪經過的城鎮。蘭開斯特軍接著在第二次聖奧爾本斯戰役中擊敗了由第十六代瓦立克伯爵理查德·內維爾率領的約克軍並解救出亨利六世，然後繼續沿路掠奪向倫敦進軍。他們沿途搜刮的行徑導致倫敦城因害怕遭到同樣命運而拒絕向亨利與瑪格麗特開啟城門。蘭開斯特軍這時已陷入缺乏補給並沒有更好補充方法的困境。當瑪格麗特得知理查長子馬奇伯爵愛德華的軍隊已經在禧福郡的莫提梅路口戰役中獲勝並開始向倫敦前進時，她將蘭開斯特軍撤回了約克城。  瓦立克伯爵帶著他的殘部從聖奧爾本斯前往與愛德華及其他約克派會合，並被倫敦城所歡迎。約克派在失去了對亨利的控制後，他們需要尋找一個繼續以武力對抗國王及蘭開斯特派的正當理由，於是在3月4日瓦立克伯爵宣布立年輕的新約克派領袖為英王，即愛德華四世。這項宣言比之前理查自立為王時的宣告在貴族中獲得更多支持，因為一部分之前反對理查繼位的貴族認為蘭開斯特派的行動違背了合法成立的調解法案。
英格蘭此時名義上有兩位國王，這是無法被接受持續下去的情況，尤其是愛德華必須被正式加冕的話。  愛德華進一步表達願意特赦那些放棄支持亨利的蘭開斯特派支持者。他希望藉這一舉動贏得平民的支持；這項特赦並沒有包括那些主要由貴族組成的富有蘭開斯特派成員。  年輕的國王招集了他的跟隨者們並命令他們向約克出兵以奪回自己家族的領地並且通過武力正式廢除亨利的王位。  約克派的部隊沿著三條路線進發。瓦立克伯爵的叔叔福康伯格勳爵威廉·內維爾,帶領一支部隊為由愛德華帶領的主力部隊開路。諾福克公爵約翰·德·莫布雷被派往東路去招募士兵然後在戰役前重新加入主力部隊。瓦立克伯爵帶領的部隊在主力部隊西方推進，穿過英格蘭中部地區並沿路招募人手。 在3月28日，約克派的先頭部隊抵達艾爾河 (英國)位於費里布里奇的斷橋處。正當在重建渡橋時，他們遭到由克利福德男爵約翰·克利福德率領約500人的小股蘭開斯特部隊襲擊並潰敗。
當愛德華得知了此次遭遇戰，他調遣約克派的主力部隊前往橋邊，然而部隊卻因此陷入一場艱苦的戰鬥；雖然約克派擁有兵力優勢，狹窄的橋面形成了一個瓶頸，逼迫他們與男爵的部隊進行勢均力敵的戰鬥。愛德華調動威廉·內維爾與他率領的騎兵從卡斯爾福德渡河。這個渡河點原本應該由諾森伯蘭伯爵亨利·珀西駐守，然而他的防守部隊卻慢了一步。當他們抵達時，約克派已經渡過河流往位於費里布里奇的蘭開斯特部隊側翼進發。面對這個新的威脅蘭開斯特派的部隊被迫撤退並一路被追殺至Dinting Dale，最終全軍覆沒。克利福德男爵則在戰鬥中被一根穿透喉嚨的箭羽殺害陣亡。在清除了附近的敵軍勢力後，約克派部隊終於修復好渡橋並推進至謝爾本因埃爾梅特紮營過夜。在此同時，蘭開斯特方面的部隊也行進至距離陶頓約2英里（3.2）的塔德卡斯特處紮下營盤。  次日日出時分，雙方軍隊在昏暗的天色與強風下拔營出動。  雖然這一天是對基督徒來說相當重要神聖的棕枝主日，兩軍仍然在為即將到來的戰鬥做準備。一部分的歷史文件因此將此次交戰稱作棕枝主日原野之戰，不過此名稱並沒有被廣為接受。  大部分記載偏好將此次戰役以位在戰場附近的村落陶頓為名，因為這座村落是當時該區域中最顯著的地點。

## 部隊組成
當代紀錄宣稱兩側軍隊皆兵力強大，據稱有超過100,000人參與了這場戰役。  其中15世紀威廉·格雷戈里 (William Gregory)的倫敦編年史 (Chronicle of London)中記錄了一名曾參加此役士兵的回憶，宣稱約克方面有200,000名士兵，而蘭開斯特甚至超過此數。  後代歷史學家相信這些數字被過於誇大， 實際的雙方總兵力可能更接近50,000人左右。 不管如何聚集在陶頓地區的軍隊人數可以說是在當時相當驚人的數量。  從一份1996年某處萬人塚中骸骨的分析顯示，雙方士兵來自於那個時代各個階層；士兵的平均年齡為30歲，而且部分是之前數次交戰中生存下來的老兵。  參加這場戰役的騎士與貴族佔當時英格蘭王國貴族總數約75%。  其中8人效忠於約克家族，而為蘭開斯特王朝而戰的有至少19人。
這場戰役的結果將決定哪位國王將擁有英格蘭的統治權，可是當愛德華在前線與士兵一同作戰時，亨利與瑪格麗特則是留在約克城中。  蘭開斯特派的支持者認為他們自己的國王只是他妻子的傀儡並且對國王精神不穩定相當憂心。 相對的對愛德華的支持者來說，他們的國王是個相當能激勵人心的領導者。現年18歲的愛德華身高6英尺31⁄2英寸（1.92-），當穿上他的盔甲時令人相當印象深刻。  驍勇善戰的愛德華在前線領導著他的追隨者們，振奮他們的精神並且激發士兵們的表現。  愛德華對大膽進攻戰術的偏好將主導約克方部隊在此次戰役的行動計畫。

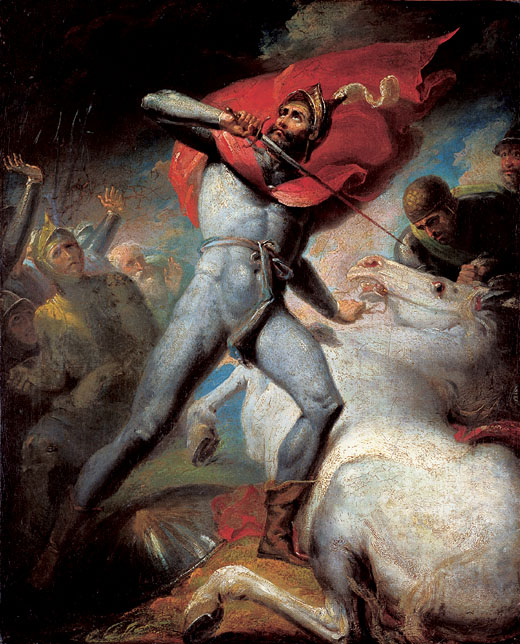
瓦立克伯爵親手殺死自己的馬來挑戰任何想從即將爆發的戰鬥中逃離的人。由亨利·特瑞山姆 (1751–1814)所創作。

除了愛德華以外，約克派還有其他傑出的領導者。瓦立克伯爵對他的追隨者來說有著耀眼的吸引力。  16世紀的編年史家愛德華·霍爾描述了一幕伯爵在戰前相當激勵人心的場景；在費里布里奇受傷的伯爵殺死了自己的馬並大聲呼喚："Let him fly that will, for surely I will tarry with him that will tarry with me"，以此舉來激勵其他可能退出戰鬥的友軍。  這個場景也可能是虛構的； 不過如果這個故事是真的則展現了伯爵對愛德華以及他自己麾下士兵的忠誠。  伯爵相當敬重他的叔叔，未來的第一代肯特公爵威廉·內維爾。 霍爾描述威廉是一位有大智慧及許多戰績的人。  身材矮小的威廉是參與過 百年戰爭的老兵，在軍隊事務上受到他同僚貴族的高度尊敬。  他相當善於適應新的情勢，曾擔任過法國城市加來的行政長官，率領過數次海盜探險，也是北安普頓戰役的前鋒指揮官。  在所有被派出徵招人手的貴族中，年邁的諾福克公爵可能從未能參加到這場戰役，而是由他麾下的騎士—華特·布朗特以及Robert Horne—帶領這支部隊。無論如何，諾福克公爵被視為一個"善變的盟友"；他曾經為了在東英格蘭建立自己的權力基地加入約克派，也曾數次對約克派的目標有所動搖。
相對於約克派擁有數名優秀的領導者，在國王沒有前來戰場的情況下，蘭開斯特派只能依靠索默賽特公爵亨利·蒲福的指揮。他在戰爭方面有相當的經驗，並且以相當聰明的調兵遣將來領導蘭開斯特派軍隊在韋克菲爾德以及聖奧爾本斯戰役中獲得勝利。然而根據數位歷史學家的研究，蘭開斯特派的戰略並非由公爵本人，而是由安德魯·特羅洛普爵士所策畫。特羅洛普曾效力於瓦立克伯爵麾下，直到在薔薇戰爭早期叛變至蘭開斯特王朝。由於他對約克派人士的熟悉以及曾經在法國的勝利中扮演重要角色，特羅洛普的叛變對約克家族造成了慘痛的損失。其他值得注意的蘭開斯特派領導者包括埃克塞特公爵亨利·霍蘭，以及北部貴族諾森伯蘭伯爵亨利·珀西， 魯斯男爵湯瑪士·德·魯斯以及拉爾夫·戴克。另一位北部貴族克利福德男爵約翰則在早先從費里布里奇撤退時陣亡。

## 部署

戰役起始時的部屬：約克軍(白)與蘭開斯特軍(紅)隔著一處低地對峙。

詳細描述這場戰役的歷史紀錄相當稀少，而存在的紀錄並沒有描述兩軍的布置情形。在缺乏第一手資訊的情況下，早期的歷史學者只能採用霍爾的編年史作為主要的交戰紀錄。然而他的編年史完成於這場戰役結束的七十年後，因此學者對他的資料來源仍舊存有疑問。勃艮地編年史學家讓·德·瓦夫蘭 (1398–1474)的記載是更接近這場戰役時間的紀錄，然而這本編年史晚在1891年才被公開，而且書中的一些錯誤令當時的史學家對使用其中的資訊有所卻步。之後有關這場戰役的重塑仍主要來自於霍爾記載的版本，佐以其他記錄中的一些細節。
這場戰役發生位於薩克斯頓(南方)與陶頓(北方)兩個村落之間的高地上。這是一片由開闊地帶與可供軍隊機動的小路所構成的農業區域。這一地區內有著一條連接陶頓與首都的老倫敦路和一條連接薩克斯頓和陶頓的通道穿過，而有著陡峭溪岸的Cock溪從北至西之字形流過戰場西側。這一處高地被陶頓谷地從西側延伸至北耕地(North Acres)分割成兩部分。沿著西側的溪岸零星散落著一些林地；倫肖(Renshaw)林地在高地西北側河岸邊，城堡山丘林地(Castle Hill Wood)則位於高地西側一處河套中。城堡山丘林地的東北部在戰後以血腥草原(Bloody Meadow)之名而為人所知。
根據葛拉菲特(Gravett)與另一名軍事愛好者崔弗·詹姆斯·赫什爾的研究，索默賽特公爵選擇在此高地與約克軍會戰的決定屬於情理之中，因為守住這裡即可在陶頓鎮之前將沿著老倫敦路或西側另一條舊羅馬時代道路進軍的部隊阻擋住。蘭開斯特派將兵力部署在谷地的北側，以低地作為防禦；不過這樣做的缺點是他們將無法觀測到谷地南邊陵線下的任何敵軍行動。這個防禦位置的側翼則獲得沼澤與陡峭河岸的保護。北側高地的寬度也代表他們將無法布置更長的戰線來有效利用人數上的優勢。瓦夫蘭的編年史紀錄則提供了另一個可能的部署：公爵可能命令一隊長槍騎兵隱密部署在城堡山丘林地中並等待在合適的時機衝擊約克軍的左翼。
約克派的軍隊在蘭開斯特方完成部署時也抵達了戰場，當天空開始飄起雪時，一列又一列的士兵湧上谷地南側的陵線上並組成戰線與他們的敵人對峙。愛德華此時的軍隊人數遠低於敵人，並且在諾福克公爵麾下的部隊仍然未趕到戰場。

## 交戰經過

諾福克公爵的部隊在最關鍵的時刻抵達戰場，攻擊蘭開斯特軍(紅)的左翼並讓約克軍(白)最終取得勝利。

由於索默賽特公爵期望用堅守來等待對手的攻擊，戰役開始時是由約克軍率先發起行動。注意到戰場上的風向與風速，威廉·內維爾命令己方弓兵率先發起進攻，以所配備之長弓的最遠射程向著敵人齊射。佔據著順風的優勢，約克軍的箭矢比正常還遠，箭雨深深地落入山坡上的大批敵軍陣中。這些箭矢中有許多前端裝備著足以穿透板甲深入肉中的尖錐箭頭。蘭開斯特軍的回擊由於強勁逆風與迎面而來的飛雪而毫無效果。他們難以判斷敵人的距離而且他們的箭無法到達約克軍的戰線；在齊射後內維爾讓他的士兵後撤以避免傷亡。由於無法觀測到弓箭對敵人造成的傷害，蘭開斯特軍一直齊射至幾乎將所有弓箭用完為止，最後在約克軍陣前留下成片的箭海。

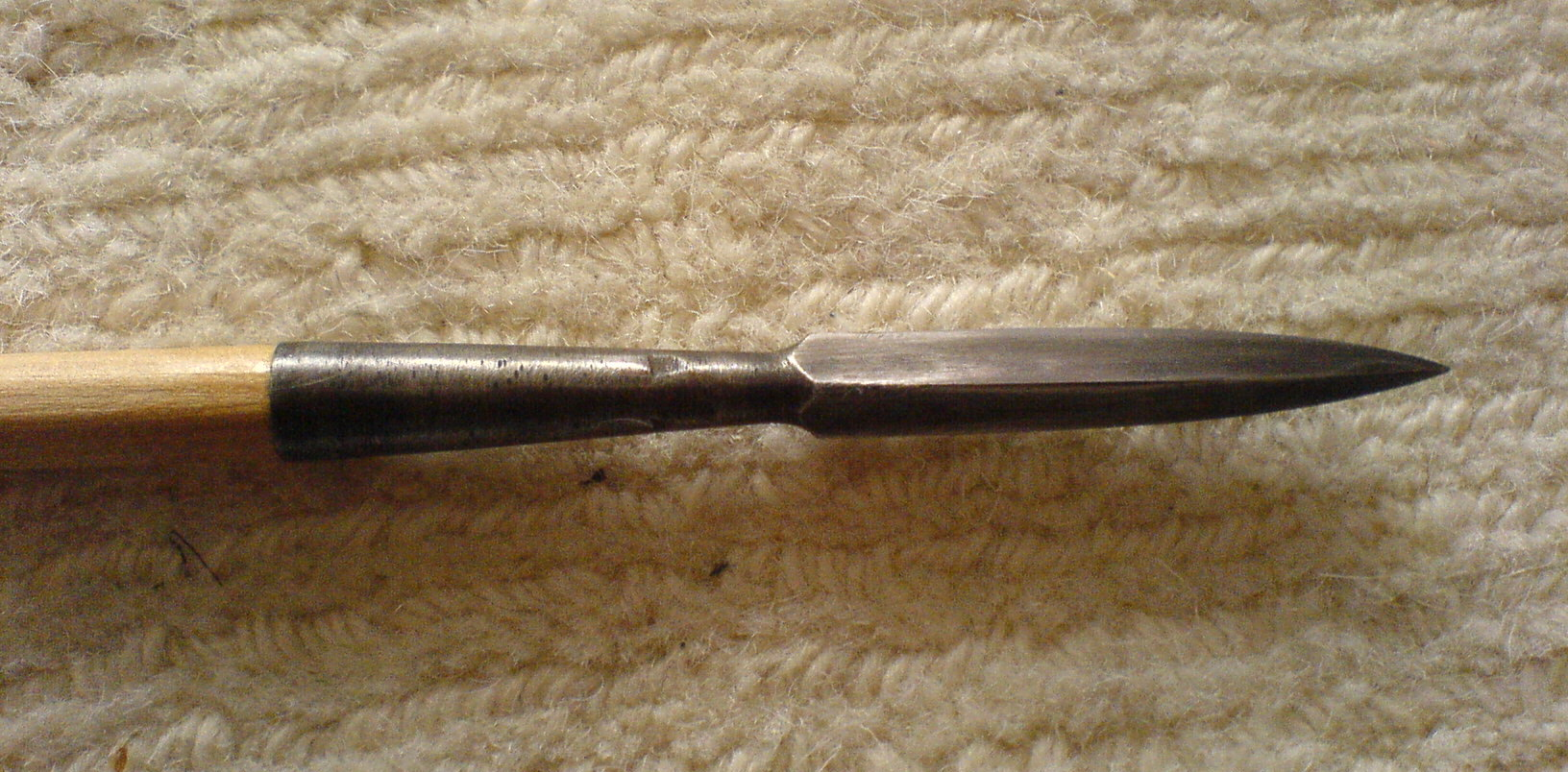
尖錐箭對敵人造成重大的傷亡。

等到蘭開斯特軍的箭雨停止後，內維爾再次命令弓兵前進齊射。等到約克軍用完了攜帶的箭矢後，弓兵們向前移動將對手在他們陣前留下的箭海全部收集回來後又繼續開始攻擊。蘭開斯特軍不停遭受攻擊卻無法作出有效的還擊，只能離開防禦位置向前推進與約克軍進行肉搏戰。約克弓兵在蘭開斯特軍推進時又射了數輪齊射才撤到陣線後方，戰場中間留下的箭矢現在成為了蘭開斯特軍進攻的障礙物。
正當約克軍重整戰線準備面對蘭開斯特軍的衝鋒時，它們的左翼突然遭到從城堡山丘林地衝出的騎兵攻擊。約克軍的左翼陣行遭到打亂同時逃兵也開始出現。愛德華只能親自指揮左翼來挽救局勢，他的身先士卒與對追隨者的鼓勵也讓許多士兵得以堅持防守。兩軍正式衝撞在一起，弓兵則是朝著人群近距離的攻擊。在蘭開斯特軍不斷投入新的兵力進入交戰的情況下，約克軍開始被迫往南邊陵線上撤退。葛拉菲特認為蘭開斯特軍左翼推進的速度較慢，造成整個戰線的西邊往南方薩克斯頓方向傾斜。
根據政府負責保存歷史遺跡的英格蘭遺產委員會研究，這樣的戰鬥持續了3個小時，一直到諾福克公爵部抵達前都沒有分出結果。由於公爵的部隊沿著老倫敦路行軍，他們直到湧上陵線開始攻擊蘭開斯特左翼之前都沒有被發現。雖然蘭開斯特軍持續戰鬥，戰場的優勢此時已經轉移到約克軍手中。等到這天結束時，蘭開斯特的戰線已經被打散，小股小股的部隊開始為著自己的性命逃逸。亨利七世的編年史家波利多爾‧維吉爾宣稱這場戰役總共持續了10小時。

## 結果

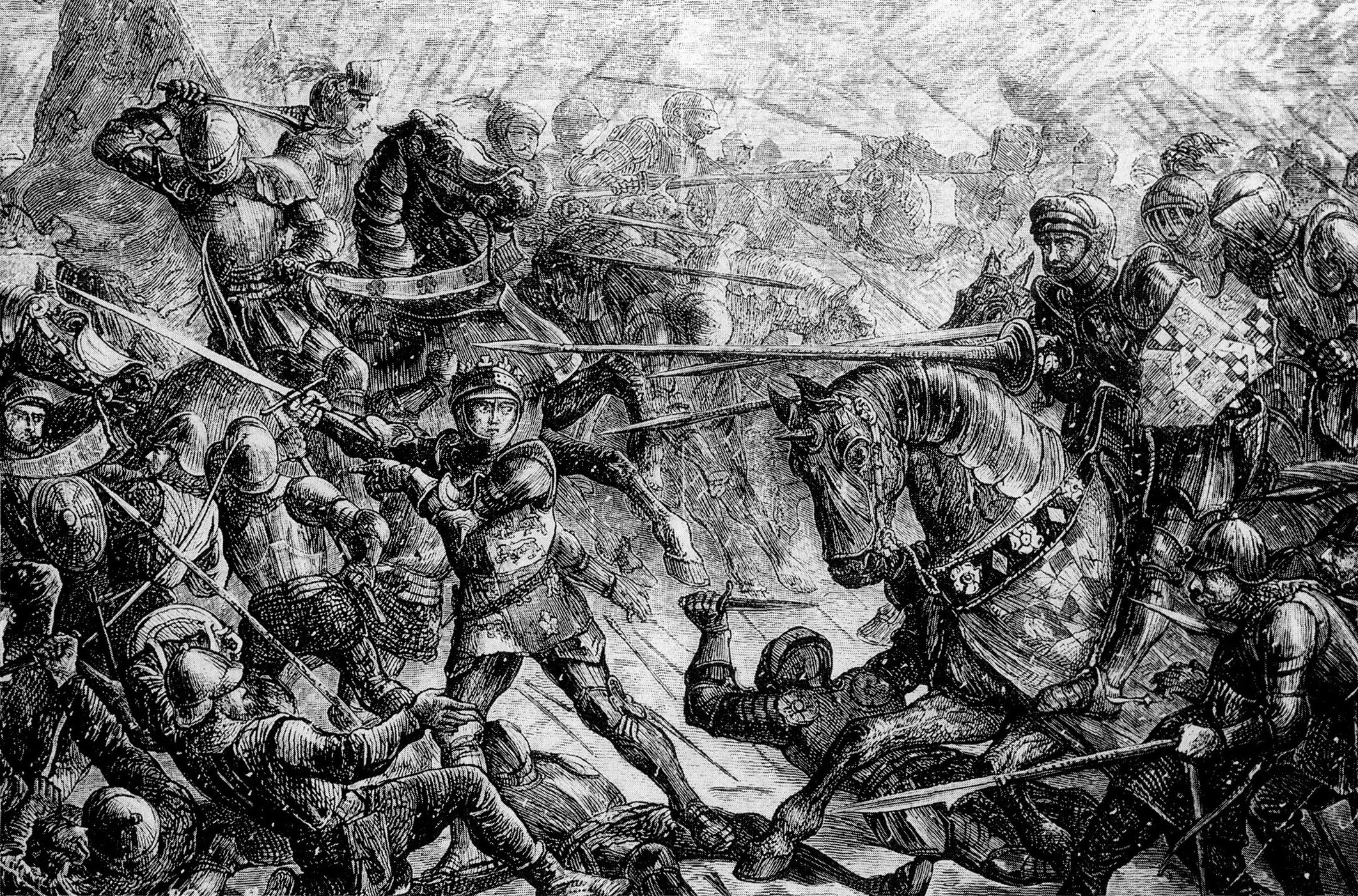
假使沒有愛德華四世的領導，約克軍可能在戰役早期就失敗了。

疲倦的蘭開斯特軍為了逃跑，一路脫下了他們的頭盔與護甲，然而拋棄裝備的他們遭到了約克軍更殘忍的攻擊。諾福克公爵帶來的生力軍更有精神且行動更快。許多蘭開斯特軍在逃經戰役之後以血腥草原聞名的區域時從後方被砍倒，或是在投降後被殺害。早在這場戰役開始之前，雙方皆已經下令不留活口，而約克軍在經過漫長的殘酷戰鬥後也早已沒有手下留情的想法。包含特羅洛普爵士在內的一部分蘭開斯特軍成員身上亦帶有相當可觀的人頭懸賞。格雷戈里的編年史中提到，騎士們在被俘虜後亦會被殺死。
在戰役結束五世紀後的二十世紀末，新的考古發現提供了有關戰役最後時刻情景的新證據。1996年在陶頓鎮上一處建築工地，工人施工時挖掘出了一個萬人塚。考古學家相信這些遺骸包含了在1461年戰役中以及戰役結束後被殺死的那些軍人。在這些遺骸的上半身可以發現嚴重的外傷；手臂及頭骨不是裂開就是被打碎。考古學家發現其中一個被標記為陶頓第25號的遺骸樣本帶著被切成兩半的頭顱：某件武器砍過臉部造成將骨頭分成兩半的傷害。這個頭骨上同時還帶有被刀刃從後方水平砍過的穿透傷害。
蘭開斯特軍在從戰場潰敗的逃竄中甚至產生了更多的傷亡。試圖穿越河流的人們被水流沖倒而溺斃，在水中掙扎的人被其他同樣想盡快逃離約克軍的同胞們踐踏擠壓到水下。當這些蘭開斯特軍掙扎著渡河逃離時，約克軍弓手則利用制高點對這些人射擊造成更多人員損傷。根據編年史的紀載，河中的屍體逐漸的堆積起來，而部分蘭開斯特軍最終藉由這些屍體堆成的"橋"逃離了戰場。對潰敗軍隊的追逐戰向北持續到比Cock溪還要寬的Wharfe河。一座跨越此河流的橋承受不住重負而坍垮造成許多人在渡河時溺斃。其他藏匿在塔德卡斯特與約克的潰兵則逐一被追捕獵殺。
一份日期紀錄為1461年4月4日的新聞消息報導了廣為流傳的28,000人傷亡；查爾斯·羅斯及其他歷史學家相信這過於誇大。這個數字是來自於愛德華與索爾茲伯里主教理查·比徹姆的通信中使者提供的估計數字。不過其他當代的紀錄給出了更高的傷亡數字，從30,000到38,000人不等。霍爾則引用了一個相當精確的36,776人傷亡。唯一特別不同的傷亡統計來自於 英格蘭年代記  (Annales rerum anglicarum) 的數字，在這份紀錄上蘭開斯特軍損失了9,000人，這是羅斯認為比較可信的數字。跟隨蘭開斯特王室的貴族也遭到了沉重的損失。特羅洛普與諾森伯蘭伯爵於戰鬥中身亡，戴克勛爵據說死於一名攀爬在接骨木樹上的弓兵手中。對比於蘭開斯特王室的損失，約克王室僅在陶頓一戰損失了一名貴族成員Horne。

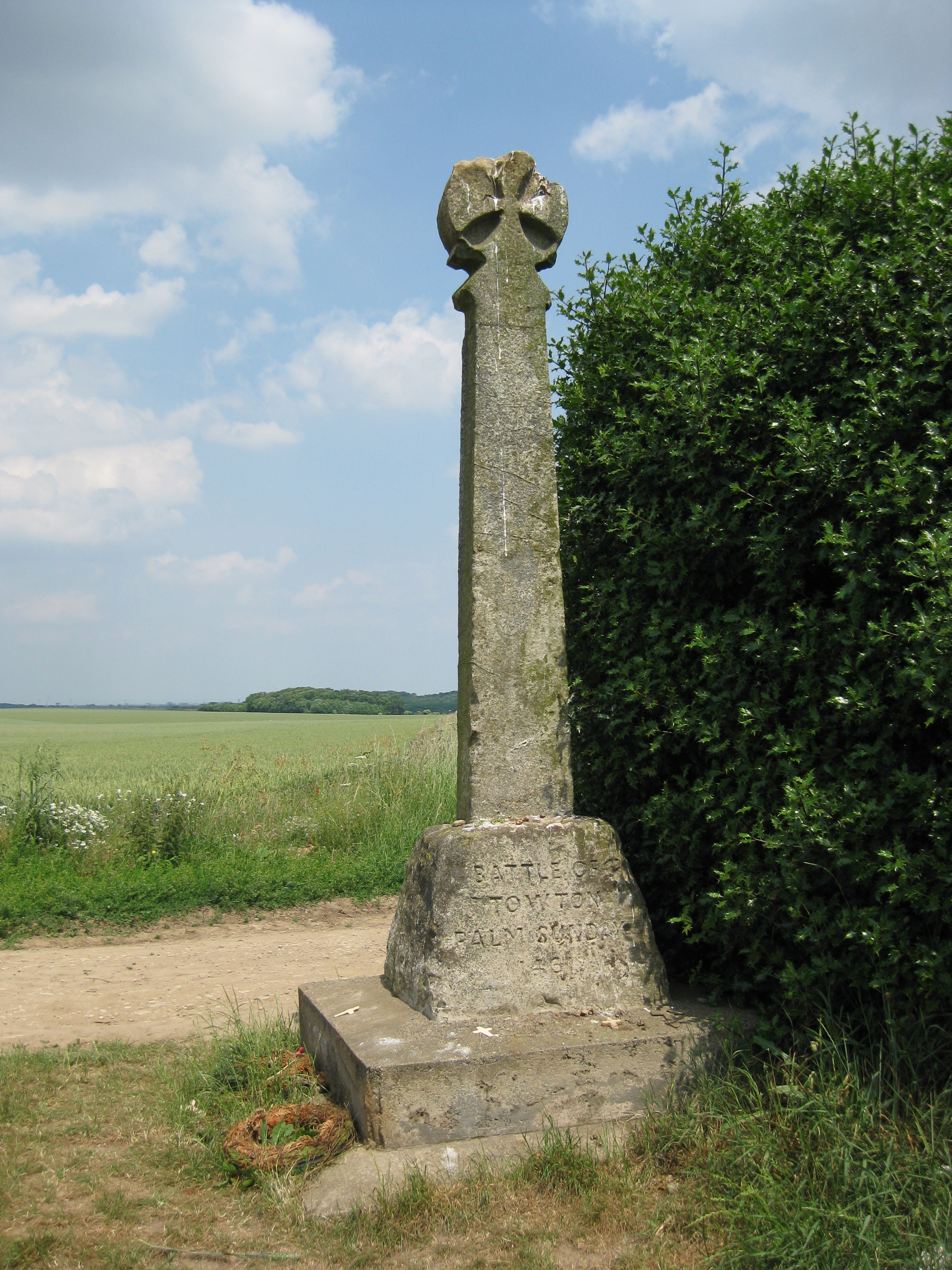
陶頓十字：陶頓戰役的紀念碑

一收到自己部隊的敗戰消息，亨利立即帶著妻子與兒子躲避流亡到蘇格蘭。緊跟著他們逃亡的是索默賽特公爵、魯斯男爵、埃克塞特公爵等少數從戰場上成功逃脫的蘭開斯特成員。蘭開斯特王室經陶頓一役的打擊後，在英格蘭的勢力嚴重衰弱；他們在宮廷中的重要支柱 (諾森伯蘭、克利福德、魯斯以及戴克) 不是已經陣亡就是逃離國家，使得王室失去對英格蘭北部的控制。愛德華則是趁勢宣布蘭開斯特貴族們為叛國者。約有96名爵士以下的蘭開斯特貴族也同樣遭到剝奪稱號的下場，而在這當中有24名英格蘭議會的成員。新國王希望在動機上勝過他的敵人；被他剝奪身分的貴族們或是已在戰役中陣亡或拒絕效忠他。這些貴族中的一部分人領地遭到王家沒收，但是剩下一部分則不被侵犯的保留給他們的家族繼續照顧。除此之外，愛德華也在之後赦免了許多被剝奪爵位後重新表達效忠的貴族。
雖然亨利與他的兒子仍在蘇格蘭流亡，這場戰役 (至少暫時的) 結束了從調解法案通過後的英格蘭統治權之爭。英格蘭人民現在有了唯一的國王：愛德華。國王逐漸將注意力轉移到鞏固他對國家的控制上，獲得人民的信賴並撲滅少數蘭開斯特王室死忠支持者帶領的叛亂。他授予了數個爵位給一些跟隨者，並且擢升了支持他的部分貴族成為世襲爵位；威廉·內維爾從福康伯格勳爵成為肯特伯爵。 瓦立克伯爵則在愛德華於戰役後的統治獲得更多利益， 取得部分諾森伯蘭與克利福德家的財產並獲得「國王北部地區副官暨英格蘭海軍總司令」("the king's lieutenant in the North and admiral of England.") 的稱號。蘭達夫勛爵 大衛·馬修 （1400–1484）因為在戰役中救了愛德華四世一命而被任命為英格蘭大旗手 (Grand Standard Bearer of England)，並被授予可以在家族紋章上使用"陶頓"之名的權利。
直到1464年，約克王朝的軍隊已經清除掉英格蘭北部所有有威脅的蘭開斯特反抗勢力。 愛德華的統治直到1470年前都不曾再受到干擾；到了那時，他與瓦立克伯爵的關係已經惡化到讓伯爵改投效蘭開斯特王室，逼迫愛德華逃離英格蘭並讓亨利重新取得王位。 這次約克王朝統治的中斷相當短暫，愛德華在1471年的巴內特戰役擊敗瓦立克伯爵及蘭開斯特王室後再次奪回王位。

## 文學

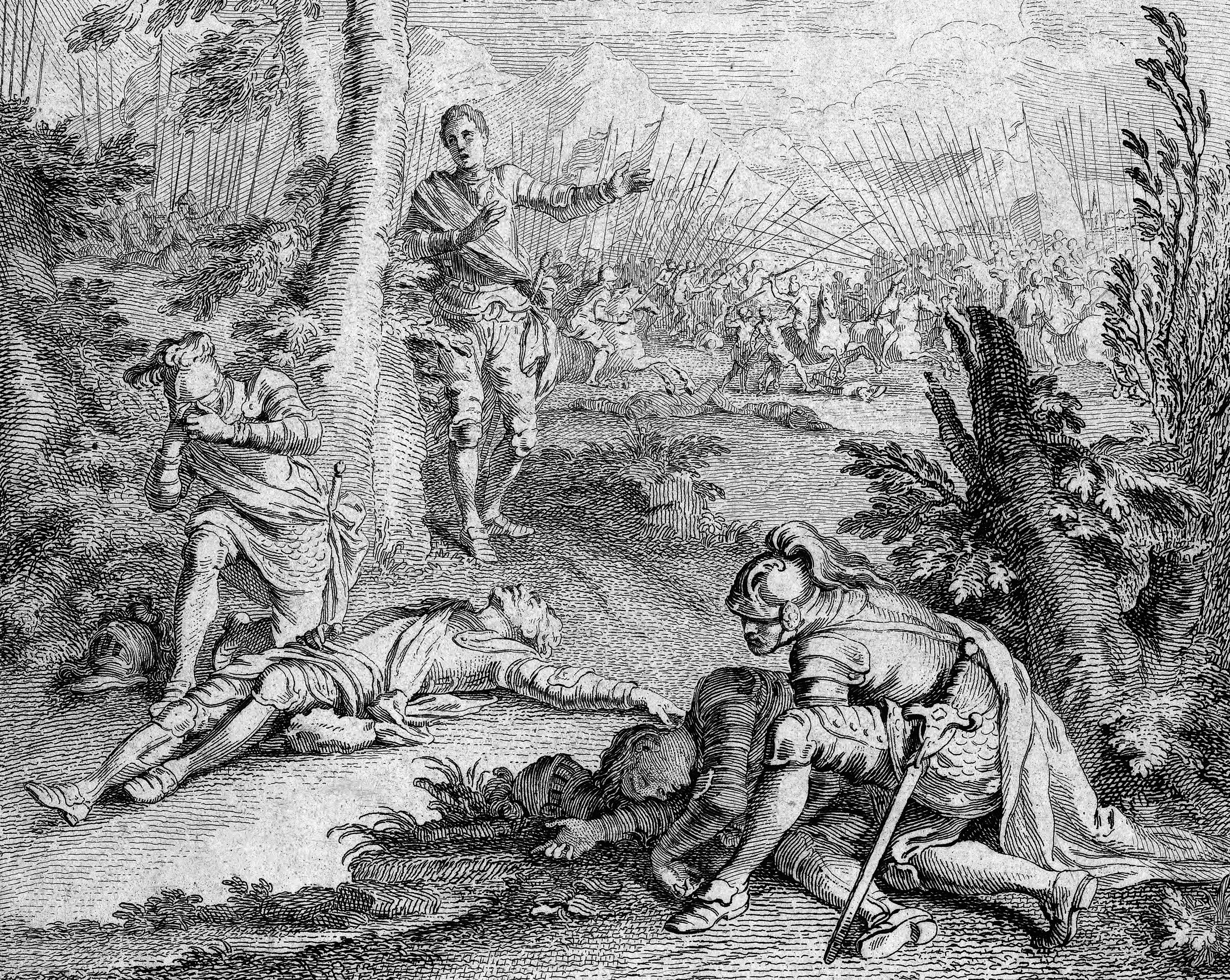
莎士比亞以陶頓戰役來表現內戰的邪惡之處；在亨利六世第三部的第二幕第五景，一位父親發現他殺死了自己的兒子，而另一個兒子發現他已殺死了自己的父親。

十六世紀時莎士比亞創作了一系列根據歷史人物的劇作。以真實歷史為背景讓這些令人熟悉的角色在莎士比亞的戲劇中表現，使得戲劇更增添了一些真實感。 莎士比亞以霍爾編年史的描述作為主要題材，將有關亨利六世的故事撰寫成共分成三部的劇本。 他在亨利六世第三部的第二幕第五景中，精心描述了這場被形容成玫瑰戰爭中最血腥之戰的陶頓戰役， 展現了「內戰的恐怖，在於是一個國家的恐怖的同時其實也是親人間的恐怖」 ("terror of civil war, a national terror that is essentially familial")。 歷史學家Bertram Wolffe 表示，莎士比亞以這場戰役為基礎的劇作讓軟弱無能的亨利至少能在英國社會中留下一筆記憶，儘管留下的是相對於生而為王，更像是牧羊人的印象。
莎士比亞筆下的陶頓戰役，緊隨著亨利獨白之後展現了值得注意的一幕。在這場景中亨利見證了兩名士兵的哀悼。一名士兵為了奪得戰利品而殺死他的對手後卻發現被害者是他的兒子；另一個士兵殺死他的敵人後才發現被殺死的是自己的父親。兩個士兵帶著貪婪而行動，最後卻在發現他們的錯誤後陷入深深的哀痛。 研究莎士比亞的學者Arthur Percival Rossiter 將這段場景稱為莎士比亞最值得關注的寫作「儀式」。這個事件的展現依照著一部歌劇的模式：在一段較長的演說後，演員們各自以短短一句台詞表達他們的獨白給觀眾。 莎士比亞在這個表達哀傷的場景中使用與他更晚期創作中相反的方式，以無名的虛構角色來展現內戰的邪惡時，史實人物的國王對他們的命運做出感嘆。  英國文學名譽教授Michael Hattaway表示莎士比亞意圖以亨利對這場戰爭的哀傷來引發觀眾產生同樣心情的同時也展現了亨利作為國王的無能。
在詩人傑佛瑞·希爾的創作「哀樂」("Funeral Music") (1968)中，陶頓戰役亦有被提起。希爾藉由參與戰役士兵的聲音來展現這場歷史事件，藉由他們的眼睛來觀察那個年代的動盪。 普通士兵埋怨著他們身體上的難受以及他們為各自領袖宣揚的理念所做出的犧牲。 他們共享了長官們摧毀敵人的決心，即使這將以自己的性命做代價。 希爾描繪了參與者的信念，這場戰爭是命中註定的一場鬧劇：這個世界不受這場戰爭影響的繼續它的前進。

## 遺址

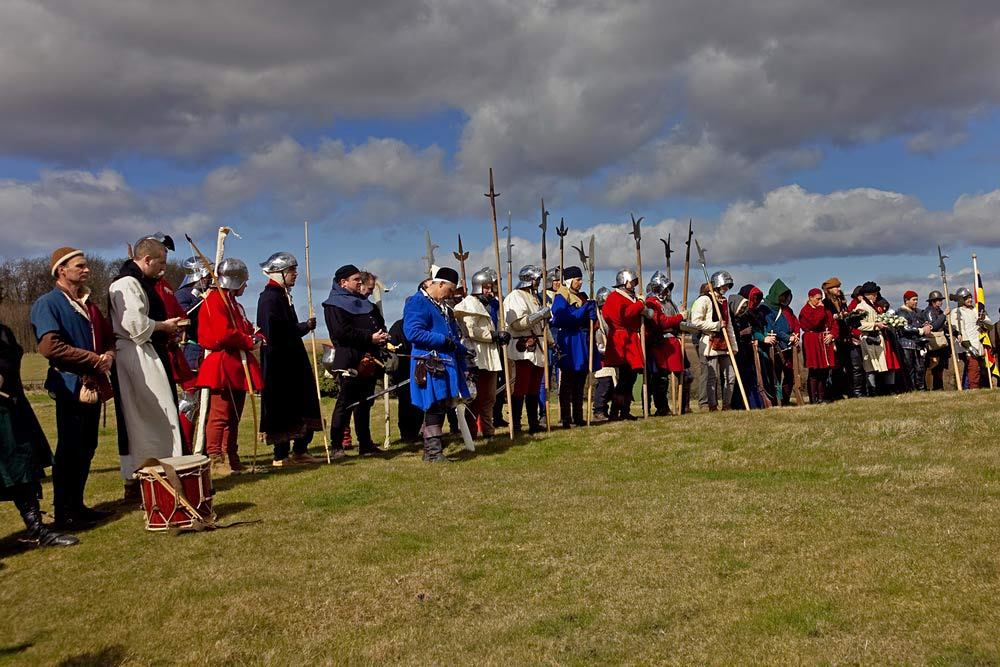
陶頓戰場協會 (Towton Battlefield Society) 的戰役重現活動中參與者對死者進行默哀。

愛德華四世的胞弟理查三世在1483年曾為這場戰役建造一座紀念教堂。 然而這座教堂隨著理查死於1485年發生的博斯沃思原野戰役而從未能完工，最終成為廢墟而坍塌， 建築的遺跡在五個世紀後仍然存在。 在1929年，一個據說來自這個教堂的石製十字架被用來設立陶頓十字 (又稱戴克勛爵十字) 以紀念那些在這場戰役中陣亡的將士。 戰場遺址上有數個墓丘被一般認為埋葬了戰役中的陣亡者，不過學者相信這些是更早期的墳丘墓。 另外有更多與這場戰役有關的墳墓在教堂山 (Chapel Hill) 與薩克斯頓等處被發現。 戴克勛爵被埋葬在薩克斯頓的全聖教堂 (Church of All Saints) ，他的墳墓到十九世紀末仍然保存良好，雖然有些墓上的裝飾已經風化磨損。 殺死戴克的弓手當時所攀爬的接骨木在十九世紀末之前已被砍斷， 不過樹墩仍殘留在戰場上。在戰役後的數個世紀間，箭頭或古幣等遺物仍舊不斷的在這片區域中被發現。
伊莉莎白時代的人們對這場戰役的印象主要來自於莎士比亞的劇作， 並對許多英格蘭子弟被砍殺的交戰情景印象深刻。 然而隨著二十一世紀開始，這個「英格蘭史上最龐大最血腥的戰役」不再受到公眾所認知。 英國記者哀嘆人們無視陶頓戰役與它的重要性。 根據英格蘭遺產委員會的說法，這是場有著最重要歷史意義的戰役；也是英格蘭史上最大的戰役之一，並且它導致了王權的交替。 希爾則對此有不同意見。雖然這場戰役的傷亡令人印象深刻，他相信戰役結果對英格蘭人民的生活來說沒有任何有紀念意義的變化。
在瓦立克郡泰索一帶的村莊曾經存在一個與陶頓戰役有關的傳統習俗。在數個世紀中，村民會在戰役的紀念日時於紅駿谷地上的一處斜坡上，清理出一片空地來揭露出深刻入紅土中的駿馬圖案。他們宣稱這是為了紀念瓦立克伯爵殺馬以展現與一般士兵戰鬥至死的決心，並藉此振奮士氣的精神。地方上的歷史研究者Mary Dormer Harris相信村民是將史前時代就已存在的紅馬遺跡修改後呈現出中世紀時馬的形象。這項傳統隨著1798年英國政府通過圈地法令並將圖案所在的公地劃歸私人所有而消失。 在二十世紀早期時這個傳統曾經恢復過一段時間，但並未能延續至今。

## 資料來源
1. ↑  Sadler, J., Towton: The Battle of Palm Sunday Field, Barnsley 2011, p.78
2. 1 2  Gravett 2003，第7頁.
3. ↑  Wolffe, Bertram Percy. . New Haven, Conn: Yale University Press. 2001. ISBN 0-300-08926-0.
4. 1 2  Wolffe 2001，第289頁.
5. ↑  Ross 1997，第11–18頁.
6. ↑  Carpenter 2002，第147頁.
7. ↑  Hicks 2002，第211頁.
8. ↑  Wolffe 2001，第324–327頁.
9. ↑  Ross 1997，第7, 33頁.
10. ↑  Harriss 2005，第538頁.
11. ↑  Ross 1997，第29–32頁.
12. ↑  Hicks 2002，第216–217頁.
13. 1 2  Wolffe 2001，第330–331頁.
14. 1 2  Ross 1997，第35頁.
15. ↑  Wolffe 2001，第332–333頁.
16. ↑  Hicks 2002，第218–219頁.
17. ↑  Gravett 2003，第32–39頁.
18. 1 2 3 4 5 6 7 8 9 10 11  Ross 1997，第37頁.
19. ↑  Gravett 2003，第47頁.
20. ↑  Morgan 2000，第38, 40頁.
21. ↑  Gravett 2003，第44頁.
22. 1 2  Gravett 2003，第25頁.
23. 1 2 3 4 5  English Heritage 1995，第1頁.
24. 1 2  Ross 1997，第36頁.
25. 1 2 3  Wolffe 2001，第331頁.
26. ↑  Scott 2010，第24頁.
27. ↑  Goodman 1990，第51頁.
28. ↑  Harriss 2005，第643頁.
29. ↑  Wolffe 2001，第16–18, 301頁.
30. ↑  Ross 1997，第10頁.
31. ↑  Gravett 2003，第65頁.
32. ↑  Ross 1997，第13頁.
33. 1 2  Gravett 2003，第32頁.
34. ↑  Hicks 2002，第219頁.
35. ↑  Hicks 2002，第220頁.
36. ↑  Gravett 2003，第18頁.
37. 1 2  Goodman 1990，第165頁.
38. ↑  Hicks 2002，第147, 240頁.
39. ↑  Hicks 2002，第179頁.
40. ↑  Gravett 2003，第19, 65頁.
41. ↑  Carpenter 2002，第156頁.
42. ↑  Carpenter 2002，第126頁.
43. ↑  Carpenter 2002，第137, 146, 151頁.
44. ↑  Gravett 2003，第19–20頁.
45. ↑  Gravett 2003，第20–21頁.
46. ↑  Goodman 1990，第52頁.
47. ↑  Goodman 1990，第166頁.
48. ↑  Ross 1997，第17頁.
49. ↑  Gravett 2003，第20頁.
50. 1 2  Ross 1997，第38頁.
51. ↑  English Heritage 1995，第2–5頁.
52. ↑  Gravett 2003，第50–51頁.
53. ↑  English Heritage 1995，第2頁.
54. ↑  Gravett 2003，第44–46頁.
55. 1 2  Halsall 2000，第41頁.
56. ↑  Gravett 2003，第46頁.
57. ↑  Halsall 2000，第42頁.
58. ↑  Gravett 2003，第59頁.
59. ↑  Gravett 2003，第52–53頁.
60. ↑  Gravett 2003，第53–56頁.
61. ↑  Gravett 2003，第56–57頁.
62. ↑  Gravett 2003，第60–61, 65頁.
63. 1 2 3 4  English Heritage 1995，第6頁.
64. 1 2  Harriss 2005，第644頁.
65. ↑  Gravett 2003，第68頁.
66. ↑  Gravett 2003，第50, 69–73頁.
67. ↑  Gravett 2003，第85–89頁.
68. ↑  Gravett 2003，第37, 88頁.
69. ↑  Gravett 2003，第72–73頁.
70. ↑  Gravett 2003，第73頁.
71. ↑  Gravett 2003，第79–80頁.
72. ↑  Gravett 2003，第77頁.
73. 1 2  Ross 1997，第37–38頁.
74. 1 2  Carpenter 2002，第159頁.
75. ↑  Ross 1997，第67頁.
76. ↑  Ross 1997，第67–68頁.
77. 1 2  Carpenter 2002，第149頁.
78. ↑  Ross 1997，第41–63頁.
79. ↑  Carpenter 2002，第148頁.
80. ↑  Ross 1997，第70頁.
81. ↑  Carpenter 2002，第158頁.
82. ↑  Hicks 2002，第221頁.
83. ↑  Wolffe 2001，第335–337頁.
84. ↑  Hicks 2002，第281, 292, 296頁.
85. ↑  Ross 1997，第171頁.
86. 1 2 3  Berlin 2000，第139頁.
87. ↑  Edelman 1992，第39頁.
88. 1 2  Saccio 2000，第141頁.
89. ↑  Wolffe 2001，第3頁.
90. ↑  Warren 2003，第236頁.
91. ↑  Hattaway & Shakespeare 1993，第32–34頁.
92. ↑  Hattaway & Shakespeare 1993，第34頁.
93. ↑  Sherry 1987，第86–87頁.
94. ↑  Wainwright 2005，第7頁.
95. ↑  Sherry 1987，第88頁.
96. ↑  Wainwright 2005，第18頁.
97. ↑  Wainwright 2005，第19, 37頁.
98. ↑  Markham 1906，第37頁.
99. ↑  Brooke 1857，第100頁.
100. ↑  Gravett 2003，第51頁.
101. ↑  Gravett 2003，第86頁.
102. ↑  Fiorato 2007，第5頁.
103. ↑  Fallow 1889，第303–305頁.
104. ↑  Ransome 1889，第463頁.
105. ↑  Styles 2002，第107頁.
106. ↑  Gill 2008; Hardman 2009; Kettle 2007
107. ↑  Wainwright 2005，第83頁.
108. ↑  Harris 1935.
109. ↑  Salzman 1949，第175頁.
110. ↑  Askew 1935.
111. ↑  Gibson 1936，第180頁.